# Passez-moi la Joconde
Passez-moi la Joconde est un roman policier de Frédéric Dard, publié en 1954 sous le nom de plume de San-Antonio. Neuvième volume de la série San-Antonio, il voit apparaître les premières positions sexuelles à nom saugrenu propres au kamasutra san-antonien.
La route du commissaire San-Antonio croise celle de faux-monnayeurs ayant voulu attaquer un camion chargé de papier filigrané destiné à la Banque de France. Ils ont utilisé un chien dressé à courir après les camions, et muni d'un collier explosif.
L’action se déroule aux alentours de Bourgoin et de Grenoble, et à Lyon. « La Joconde » est le surnom donné par le commissaire à une inconnue brune qui orchestre l’affaire.

## Publication

### Contexte éditorial
Les quatre premiers San-Antonio paraissent de 1949 à 1952, soit quatre livres en quatre ans. Les chiffres de vente sont décourageants, et Frédéric Dard montre beaucoup de réticence à continuer la série. Mais Armand de Caro, l'éditeur, y croit. Il insiste auprès de Dard. En 1953, celui-ci accepte de produire au rythme régulier de quatre ou cinq San-Antonio par an. D'ailleurs, cette année-là, les « premiers frémissements » de succès se manifestent dans les ventes du septième roman de la série, Des clientes pour la morgue. En fin d'année, paraît le no 8, Descendez-le à la prochaine. Puis vient Passez-moi la Joconde, au début de l'année 1954.

### Numérotation
Passez-moi la Joconde est le neuvième roman de la série San-Antonio. Dans la collection « Spécial Police » (1950-1972), il porte le numéro 48. Dans la collection « S-A » (1973-2002), il porte le numéro 2. Enfin, dans la collection « San-Antonio » (à partir de 2003) qui respecte l’ordre de parution, il porte le numéro 9.
Il est réédité dans le tome I des Œuvres complètes de San-Antonio (29 volumes parus de 1967 à 2000), puis dans le tome I du San-Antonio de la collection « Bouquins » de Robert Laffont (18 volumes, à partir de 2010).

## Époque du récit
Bien des indices permettent de situer le récit au début des années 1950, comme on peut attendre d’un roman policier paru en 1954. San-Antonio roule en Traction et, quand il songe à une voiture de prestige, il cite une Talbot. Les « boches » et la Seconde Guerre mondiale hantent encore les mémoires. Certaines expressions méprisantes n'ont pas encore été balayées par le politiquement correct. Pour obtenir une communication téléphonique, on doit passer par une opératrice ; et Grenoble a encore des numéros à trois chiffres. Les célébrités du moment s'appellent Pierre Doris, Raymond Rouleau, Greta Garbo, François Mauriac, Cecil B. DeMille, Jean Nohain…
Aussi, les quelques corrections apportées à l'occasion de rééditions sonnent-elles comme des anachronismes. La brune roule en DS (commercialisée à partir de 1955). L'imprimeur conduit une 604 (sortie en 1975). La secrétaire possède une chaîne hi-fi. Les personnages comptent parfois en nouveaux francs. San-Antonio sort un « talbin de cinq lacsés », sur lequel figure « un gros emperruqué » (billet de 50 francs Racine émis en 1963). Il brandit aussi un « bifton de 20 francs » à l'effigie de Claude Debussy (billet de 20 francs Debussy émis en 1981)…

## Lieux du récit

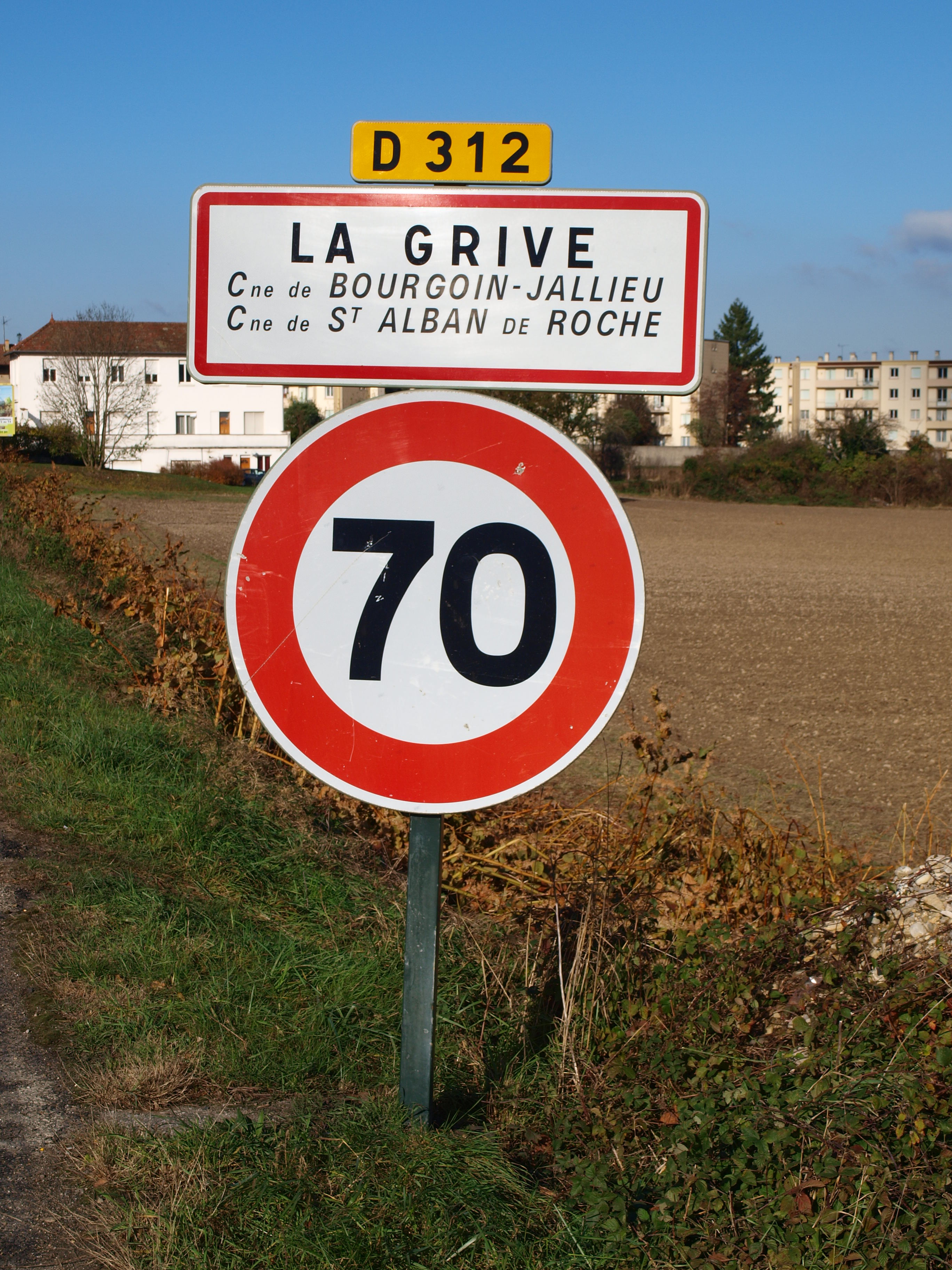
La Grive, où débute le récit.

- La Grive, où San-Antonio trouve un chien écrasé, est un lieu-dit situé à quatre kilomètres à l'ouest de Bourgoin (ville qui a fusionné en 1967 avec Jallieu, la ville natale de Frédéric Dard). Le lieu-dit est coupé administrativement par l'ancienne Nationale 6 qui menait de Lyon à Grenoble : d'un côté de la route, la Grive relève de la commune de Bourgoin-Jallieu ; de l'autre, de Saint-Alban-de-Roche[6], commune dont San-Antonio utilise le bureau de poste (et séduit la guichetière).
- Four, où les malfaiteurs ont loué une maison, est une commune voisine de Saint-Alban-de-Roche.
- L'hôtel de Duboin se trouve dans les Alpes, « aux alentours de Grenoble », avec vue sur la Barre des Écrins, sans autre précision.
- La Croix-Rousse, où vit et travaille André Compère, est une colline sur laquelle s'étend un quartier de Lyon. Frédéric Dard a vécu à La Croix-Rousse de 1944 à 1949[7].
- Le Pont-de-Claix, où se trouve la papeterie Baulois, est une ville à vocation industrielle dans la banlieue sud de Grenoble.

## Résumé
Le commissaire San-Antonio se rend en vacances dans les Alpes. À la sortie de la Grive, il aperçoit sur la route un chien qui vient de se faire écraser. Intrigué par le collier de l'animal, le commissaire s'empare de l'objet, et poursuit sa route.
Il s'installe dans l'hôtel de son ami Duboin, aux alentours de Grenoble. Il séduit Sonia, une cliente rousse. Dix jours plus tard, Sonia découvre le collier dans la boîte à gants. San-Antonio s'est éloigné. Il a été bien inspiré de le faire, car une explosion transforme sa berline en décapotable. Ce qu'il reste de Sonia n'est « pas racontable ». Le collier insolite était un engin explosif. En l'examinant, la jeune femme a sans doute actionné le détonateur.
San-Antonio décide d'aller enquêter à la Grive. Mais il doit d'abord se remettre de ses émotions. Duboin et lui dînent d'un poulet au curry qu'ils arrosent de quatre bouteilles de pommard. San-Antonio emprunte alors la jeep de son ami et dévale à toute allure les lacets de la route de montagne. Il veut sauter sur les « pégreleux » de la Grive en pleine nuit, estimant que, « du point de vue choc psychologique, ça peut donner des résultats. » Car le mot police en impose aux « péquenots » : « Ils ont le rectum flétri comme de la salade d'automne lorsqu'on prononce ce mot-là devant eux. » Il réveille tout d'abord une bistrotière malodorante. Elle lui apprend que le corps du chien a été ramassé par Dédé le boueux.
San-Antonio se rend à la « gentilhommière » de Dédé, qui est « plutôt minable » : « Il y a des trous dans le toit, sans doute afin de faciliter l'accès des lieux au père Noël, la porte tient grâce au précieux concours de boîtes à sardines, et les carreaux des fenêtres travaillent en collaboration avec des bouts de carton. Visiblement, Dédé ne roule pas sur l'or. » Ivre-mort, le maître des lieux n'est pas facile à réveiller. La pièce unique est meublée avec une extrême sobriété : elle contient en tout et pour tout un pétrin garni de paille, qui sert de lit. Quand Dédé remet le couvercle, il a une table. « Lorsqu'il sera clamsé, on n'aura plus qu'à scier les pieds pour obtenir un cercueil de première classe. » Dédé refusant de témoigner de bon gré, San-Antonio a recours aux coups. Puis il menace de brûler les « cinq beaux billets de dix raides » qu’il vient de découvrir dans une boîte à biscuits rouillée. Dédé parle enfin, mais l’interrogatoire est laborieux, « car son cerveau, c’est pour ainsi dire un os ». Une femme, une brune, est venue lui réclamer le collier. Vêtue d’un imperméable bleu, elle portait au doigt une bague sertie d’une pierre bleue. Elle a donné les billets à Dédé pour acheter son silence.
Le lendemain, San-Antonio poursuit son enquête, et finit par savoir que la brune roule en DS noire. Il découvre qu'elle a loué une maison dans un hameau proche. La maison est vide, mais dans le jardin l'épouvantail se révèle être un cadavre, celui du complice de la brune. Le commissaire apprend par ailleurs que Fifi, le chien blanc de la maison, était dressé à courir après les camions.
Au bureau de poste de Saint-Alban-de-Roche, le commissaire apprend encore que, le jour où Fifi s'est fait écraser, la brune a reçu un télégramme annonçant le passage d'un camion. San-Antonio donne rendez-vous à la postière. Il boit six martinis, et rejoint sa conquête. Dans la chambre, une photo attire l’attention du commissaire : derrière un groupe de facteurs, on aperçoit une DS dans laquelle apparaît le museau d’un chien blanc. À l’aide d’une loupe, le commissaire peut lire le numéro de la plaque minéralogique.
À la préfecture de Lyon, il obtient le nom du propriétaire : André Compère, habitant à La Croix-Rousse. Celui-ci avait déclaré le vol de sa voiture, et ne semble pas impliqué. Mais San-Antonio téléphone à la postière de Saint-Alban, dont la mémoire s'éveille soudain au nom de Compère. C’est lui qui avait signé le télégramme adressé à la brune.
San-Antonio se rend La Croix-Rousse, à l’entrepôt de Compère. Il s'y introduit. Il découvre un gros rouleau de papier filigrané, du papier servant à imprimer des billets de banque.
Il apprend ensuite qu’un camion — correspondant au signalement donné dans le télégramme — a emprunté dans la nuit du 8 la route Grenoble-Lyon, chargé de papier destiné à la Banque de France. Seul incident à signaler, le chauffeur a écrasé un chien.
Revenu dans l’entrepôt, le commissaire y découvre le cadavre tout chaud de Compère, « une fève dans la calbombe ». Dans la maison voisine, San-Antonio retrouve une vieille connaissance : Trois-Sous, petit trafiquant minable de Montmartre. Il le secoue un peu pour le faire parler. Mais soudain le commissaire se jette à terre, la tête dans les bras : une main de femme à bague bleue vient de lancer une grenade, qui explose. « Il ne reste plus grand-chose de la pièce. Les meubles sont hachés, littéralement, comme si un ménage d'éléphants avait envisagé le divorce, dans cette pièce. » Trois-Sous est mort. La brune s’est enfuie, abandonnant à l’étage une valise contenant quelque 50 millions de francs anciens en faux billets.
San-Antonio se rend à la manufacture du Pont-de-Claix, où le camion a chargé son papier. Seuls le directeur et sa secrétaire Rose ont accès au dossier d’expédition. San-Antonio s'introduit chez Rose. Il l'interroge. Puis il lie plus ample connaissance. Un bizarre appel téléphonique de madame Baulois, l’épouse du papetier, fixe à Rose un rendez-vous le soir même.
Le soir, Rose se dirige vers la villa des Baulois. Une voiture tente de l'écraser. Rose entre chez les Baulois. San-Antonio patiente devant la maison. Dans le jardin, il voit un chien blanc ressemblant « poil pour poil » à celui de la Grive. San-Antonio interroge Rose à sa sortie : madame Baulois n'est-elle pas brune ? n'est-elle pas volontiers vêtue de bleu ? ne porte-t-elle pas une bague à grosse pierre bleue ? n'avait-elle pas un autre chien blanc, courant après les camions ? ne s'est-elle pas absentée récemment ? À toutes ces questions, Rose répond par l'affirmative.
Le commissaire entre à son tour dans la villa. Madame Baulois téléphone précisément à son complice qui n'a pas réussi à écraser Rose. Quand San-Antonio lui détaille tout ce qu'il sait, madame Baulois se suicide.
San-Antonio obtient par la « grognace » des PTT le numéro que la défunte vient de demander : il s'agit d'une imprimerie désaffectée, à Grenoble. San-Antonio s'y rend. Mais le faux-monnayeur le prend par surprise, et s'apprête à l'achever. Surgi de nulle part, Duboin assène au malfaiteur un coup de forme qui lui fend le crâne.
Furieux d'apprendre que San-Antonio comptait abandonner la partie, Duboin avait repris l'enquête à son compte. Il avait su par la postière de Saint-Alban que le complice de la brune (celui transformé en épouvantail, pour avoir saboté le détonateur) avait demandé un jour le numéro de cette imprimerie. Duboin était venu voir.

## Personnages

### Personnages récurrents de la série
- Commissaire San-Antonio, le narrateur. Séducteur toujours sur la brèche. Boit sec. Porté sur les plaisirs de la table. Enquêteur aux méthodes expéditives, il cogne même sur les témoins. Mais sa vraie nature, selon lui, c’est la poésie : « Ma vraie vocation : c’était d’aligner des trucs de douze pieds au lieu de flanquer mon pied dans le soubassement de mes contemporains. J’aurais fait rimer des mots qui ne riment pas à grand-chose et qu’on aurait publiés dans des revues hermétiques comme des boîtes de sardines, j’aurais eu un triomphe, j’aurais appris à m’examiner le nombril devant mon armoire à glace ; j’aurais calcé des baronnes. Les vieilles dames m’auraient appelé « maître » et les jeunes gens « vieux con », bref j’aurais été quelqu’un[14]. »
- « Le Vieux », supérieur hiérarchique de San-Antonio, présent depuis le no 1 de la série. Le commissaire peut l'appeler à toute heure du jour ou de la nuit : le Vieux est toujours dans son bureau. Il n'a jamais pris de vacances. Il déteste l'humour.
- Félicie, « brave femme de mère » de San-Antonio, présente depuis le no 1. Elle n'apparaît pas dans le roman. Le commissaire cite simplement une de ses expressions toutes faites : « marqués par le destin »[15]. (Le commissaire, qui met un point d'honneur à forger lui-même ses expressions et ses images, souligne dans Les Anges se font plumer : « Félicie n'a jamais été douée pour les métaphores[16]. »)
- L'inspecteur Bérurier, intervenu brièvement dans le no 7, Des clientes pour la morgue. Il n'apparaît pas dans Passez-moi la Joconde. San-Antonio cite un de ses jeux de mots approximatifs[17].

### Autres personnages
- Fifi, chien blanc, « vague loulou issu d'un croisement avec un employé du gaz[18] ».
- Duboin, ancien prix d’orgue au conservatoire de Lyon, ami de San-Antonio. Officier durant la Seconde Guerre mondiale. Pour violer les Allemandes à son aise, il jetait les hommes par la fenêtre, sans l'ouvrir, quel que fût l'étage[19]. Ancien journaliste, à présent hôtelier dans les environs de Grenoble. Carré, « avec quelque chose de puissant, de débonnaire et de rusé dans toute sa personne[19]. » Toujours en train de becter. « Le gueuleton, c’est comme qui dirait son sport favori[20]. » Ce n'est pas un homme, mais un intestin. Bouffer, c'est sa raison d'être[21]. Son pyjama est acheté chez Fashionable : blanc, avec des feuilles mauves imprimées.
- Sonia, rousse, mannequin à Paris.
- Un riche et vieux mironton, protecteur de Sonia. Cinquante ans de plus qu'elle, « une gueule qui pendait comme les branches d'un sapin, un râtelier à changement de vitesse et un bandage herniaire[22] ». Ne se formalise pas de la présence de San-Antonio au côté de Sonia.
- Un professeur de français en vacances à l'hôtel, voisin de chambre de San-Antonio. Perce quantité de trous dans la cloison pour observer les ébats du commissaire et de Sonia.
- La bistrotière de la Grive.
- Dédé, éboueur.
- « La Joconde », souris vêtue de bleu. « Grande, mince, brune avec des yeux noirs qui vous regardent droit dans le slip[23]. » Elle a autre chose que de la limonade dans la moelle épinière. Elle n'a pas froid aux roberts[24]. San-Antonio finit par établir qu'il s'agit de l'épouse de Baulois, le directeur de la papeterie du Pont-de-Claix. C'est une Parisienne, beaucoup plus jeune que son mari. Elle mène une vie très libre. Belle et froide. Des yeux hardis et glacés. « Elle a quelque chose de cruel qui fascine et qui fait peur[25]. » Une intrigante, cupide, ambitieuse.
- Le garagiste-bistrotier de la Grive.
- Un enfant de Four.
- Jules Revellin, adjoint au maire de Four.
- La postière de Saint-Alban-de-Roche.
- André Compère, propriétaire de la voiture qu’utilise la brune. Il fait de l’import-export, notamment dans la soie.
- Un jeune blanc-bec, inspecteur de la routière, plein de suffisance.
- Riche, un flic de la routière, vieille connaissance de San-Antonio.
- César, détective privé. Impassible, impénétrable.
- Trois-Sous, petit barbillon minable de Montmartre, lâche, le genre quart de sel, gagne-petit du crime. S'est lancé par hasard, tout jeune, dans le pain de fesse. Après quoi, toujours sur un petit pied, il a fait du trafic de neige, puis d'armes[26].
- Mathon, commissaire principal à Lyon. « Deux cent trente livres de viande, douze mentons superposés […] des bretelles pervenche, une cravate verte sur laquelle on a peint un clair de lune et une tête d’épagneul […] un nez patiné par le beaujolais[26]… »
- Le médecin. Petit vieux tellement ridé qu’il ressemble à un accordéon rapiécé.
- Baulois, le directeur de la manufacture de papier du Pont-de-Claix. Il ressemble à son fauteuil : bien rembourré, rouge sang, avec de gros bourrelets. Ils ne sont peut-être pas jumeaux, mais le commissaire les soupçonne d'avoir eu le même père[27].
- Rose Laberte, secrétaire de Baulois. Elle habite au-dessus de la boulangerie Bichonnet successeur. Blonde, pas belle, pas laide. En revanche, elle ne méprise pas l’homme, elle ne lésine pas sur le slip[28], elle a un réchaud dans le calbar[29], elle fait roussir la paille des chaises quand elle s'assied[30] : elle est la maîtresse de Compère, de Baulois et de San-Antonio.
- Madame Bichonnet, boulangère, tas de viande à moustache robuste et à barbiche. Des yeux de vache qui aurait trop regardé passer les trains. Aussi indifférente qu'un paquet de nouilles. Comme elle délivre obstinément la même rengaine sans intérêt, San-Antonio envisage de lui « enfoncer un pain d'une livre dans la gorge et l’autre dans le prose, histoire de la rendre étanche[31] ».
- L'imprimeur.

## Les positions
Dans ce volume, San-Antonio cite pour la première fois des positions sexuelles à nom loufoque. Il inaugure là un kamasutra très personnel qui va s'enrichir, volume après volume, de plus d'un millier de positions. « La brouette chinoise » est la première nommée. C'est le vice de Sonia (San-Antonio fait le jardinier). La postière de Saint-Alban-de Roche a droit quant à elle au « coup du serrurier », à « la fleur tropicale » et au « tripoteur hindou ». Plus tard, lorsqu'elle donne à San-Antonio un renseignement important, le commissaire promet de lui faire découvrir « l’amour à la cul-de-jatte », le « soleil de minuit », la « tablette de chocolat » et « papa-maman chez les Turcs ».